# Книга истины
«Книга истины» (лат. Liber Veritatis) — сборник рисунков выдающегося французского живописца-пейзажиста Клода Лоррена, работавшего в Италии, в Риме. Рисунки воспроизводят живописные оригиналы самого художника.
Книга хранится в Британском музее в Лондоне, ранее, в 1720—1957 годах, принадлежала герцогам Девонширским. Рисунки были воспроизведены в гравюрах английским рисовальщиком и гравёром, мастером техники меццо-тинто Ричардом Ирломом в период 1774—1777 годов. Книга оказала значительное влияние на многих художников, главным образом по причине выдающегося значения пейзажной живописи Клода Лоррена. Название «Liber Veritatis», очевидно, было придумано для гравюр, но затем его стали использовать и для рисунков.
Рисунки, как и большинство рисунков Клода Лоррена, выполнены пером и кистью «в размывку» акварелью и коричневой или серой сепией, иногда в сочетании с небольшим количеством белил и подцветкой золотистым или синим тоном. Оригинальная книга представляет собой альбом для рисования, состоящий из чередующихся белых и голубоватых страниц по четыре, со средним размером страницы 19,4 на 25,7 см.
Клод Лоррен начал свой альбом с автопортрета, затем отводил каждому рисунку, воспроизводящему конкретную живописную картину, страницу, обычно отмечая несколько деталей на оборотной стороне рисунка: номер ссылки, подпись, имя покровителя и откуда он родом (если не местный) и, иногда, пояснение сюжета. Через несколько лет он начал добавлять даты. Таким образом было воспроизведено 195 картин. Есть также два рукописных указателя, по крайней мере первый из них считается написанным самим Клодом.
Подобные записи о творчестве художника в этот или более ранние периоды встречаются исключительно редко и крайне важны для историков искусства. Клод рассказал своему биографу Филиппо Бальдинуччи, которому он показал книгу в конце своей жизни, что он сохраняет записи в качестве защиты от фальсификаторов, выдающих свои работы за его, что уже стало происходить. С годами рисунки становились всё более сложными, пока «книга не стала его самым ценным достоянием и практически самоцелью как произведение искусства».
«Книга истины» имеет огромное иконографическое значение для изучения эволюции творчества художника и происхождения многих картин и их сюжетов. Рисунки «Liber Veritatis» представляют собой не только свидетельство завершённых работ, но и фиксацию подготовительных эскизов и моделей, которые часто делали Клод и другие художники до или во время работы над живописью. Такие «рисунки для записи» обычно трудно отличить от подготовительных этюдов, но систематический подход Клода Лоррена к своему творчеству является исключительным. Последняя картина Клода, «Асканий, охотящийся на оленя Сильвины» (1682, Музей Эшмола, Оксфорд), была не закончена и не фигурирует в книге; предполагается, что на момент смерти художника она всё ещё стояла на мольберте, поэтому рисунок для книги ещё не был готов.
В книге представлены не все картины, которые сейчас принимаются как работы Клода Лоррена. Обновление книги, начавшееся в 1635 году, в течение первых двух лет, похоже, было беспорядочным. Меньшие работы и вторые версии сюжета, которые часто создавал Клод, иногда опускаются. Серия, по-видимому, началась с отдельных листов, но вскоре Клод переплёл готовые и многие пустые листы в книгу. Конец оригинальной книги, по-видимому, был достигнут на LV 185 25 марта 1675 года, как указано в примечании Клода Лоррена на оборотной стороне, но затем были добавлены и другие листы.

## Дальнейшая история
Специально упомянув о незавершённой «Книге истины» в своём завещании, Клод оставил книгу своей приёмной дочери Аньезе (которую исследователи считают его настоящей дочерью от служанки). Вероятно, она умерла к 1716 году, и наследство перешло к племяннику Клода Жозефу. Около 1717 года, вероятно в Париже, был добавлен второй указатель на французском языке, в котором были отмечены владельцы картин. Книгу в начале 1720-х годов приобрёл Уильям Кавендиш, 2-й герцог Девонширский. Вероятно, она хранилась в доме герцогов в Лондоне, где её в 1835 году увидел немецкий историк искусства и коллекционер Густав Фридрих Вааген. Однако художникам книга оставалась неизвестной, и последующая печатная версия стала откровением для интенсивно развивающейся школы английской пейзажной живописи. Благодаря ограниченному доступу рисунки сохранились в «исключительно хорошем» состоянии, несмотря на то, что бумага была тонкой.
К концу XVIII века книгу разобрали, листы смонтировали по отдельности и поместили в новый переплёт. Крепления из сахарной бумаги были срезаны, чтобы можно было видеть оборотную сторону листов. Были добавлены пять дополнительных рисунков Клода, всего 200 рисунков.
К 1850 году книгу переместили в Чатсуорт-хаус в Дербишире, загородное поместье герцогов Девонширских. В 1957 году она была передана государству в рамках урегулирования налога на наследство после смерти 9-го герцога и помещена в Британский музей. «Liber Veritatis» была представлена фотографиями некоторых страниц на первой крупной выставке Клода Лоррена в 1969 году в Ньюкасл-апон-Тайн и в Лондоне.
Известный лондонский издатель Джон Бойделл поручил Ричарду Ирлому, ведущему английскому гравёру, скопировать все 200 рисунков в виде гравюр, которые были опубликованы с 1774 по 1777 год, когда было опубликовано и собрание рисунков в двух томах под названием «Liber Veritatis». Полное название сборника гравюр: «Собрание из двухсот гравюр по оригинальным рисункам Клода ле Лоррена из собрания его светлости герцога Девонширского, выполненное Ричардом Ирломом в манере и вкусе рисунков…. с надписью на реверсе…» (A Collection of Two Hundred Prints, After the Original Designs of Claude le Lorrain, in the Collection of His Grace the Duke of Devonshire, Executed by Richard Earlom, in the Manner and Taste of the Drawings…. with the inscription on the reverses…). Ещё один том из 100 гравюр по другим рисункам Клода Лоррена из различных британских коллекций был добавлен в 1819 году, также с использованием в качестве названия «Liber Veritas».
При изготовлении гравюр использовалась техника офортного штриха для воспроизведения линий, сделанных Клодом Лорреном в рисунке пером, и техника меццо-тинто для воспроизведения размывки чернилами и сепией, что позволило максимально приблизиться к оригиналам. В цветовом отношении гравюры воспроизводили коричневый тон рисунков, игнорируя синий цвет половины оригинальных страниц. Отпечатки имели огромный успех, были переизданы, а пластины переработаны для получения более детальных репродукций. Они были рекомендованы в качестве образцов для копирования и оказали влияние, в частности, на технику английских художников-акварелистов, например Фрэнсиса Тауна.
Ещё один полный набор гравюр был опубликован Лудовико Караччоло в Риме в 1815 году. Все страницы были воспроизведены в книге Майкла Китсона о «Liber Veritatis», и теперь все они доступны онлайн на веб-сайте Британского музея.
«Liber Veritatis» вдохновила английского живописца Уильяма Тёрнера на создание своей «Liber Studiorum» (Книги исследований), сборника из 71 гравюры по мотивам собственных картин и акварелей, напечатанных с 1807 по 1819 год. Некоторые более поздние художники приняли название «Liber Veritatis» для собственных подобных сборников, записей своих произведений, в том числе Андреас Шелфхаут (1787—1870), голландский пейзажист, и швейцарский художник Эжен Бернан (1850—1921).

## Листы из «Liber Veritatis»

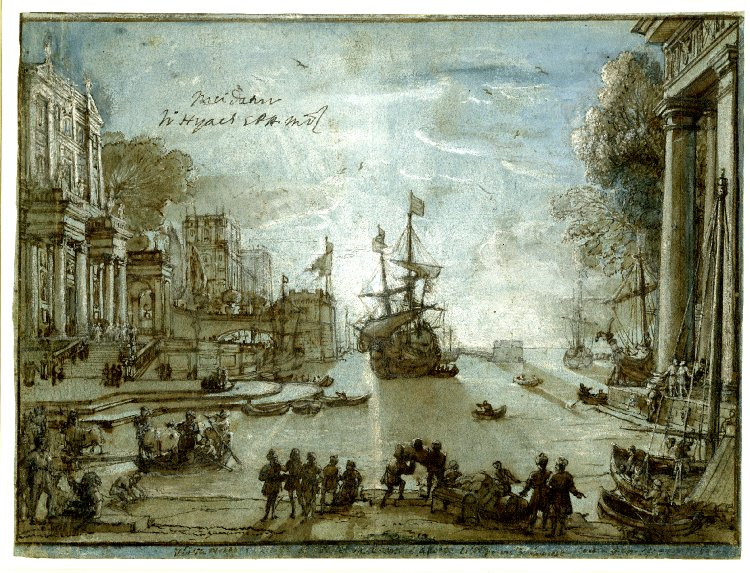
К. Лоррен. Рисунок из «Liber Veritatis». Между 1635 и 1682. Голубая бумага, перо, кисть, сепия, белила. Британский музей, Лондон
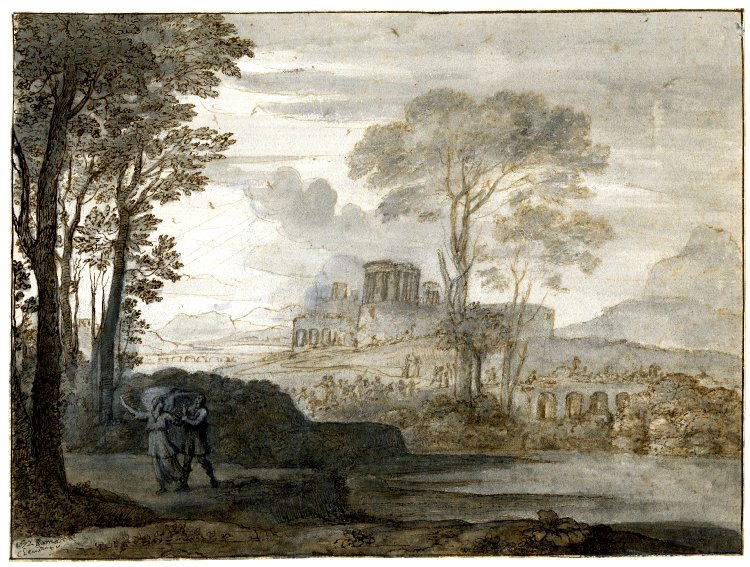
К. Лоррен. Рисунок из «Liber Veritatis». Между 1635 и 1682. Бумага, перо, кисть, сепия, белила. Британский музей, Лондон
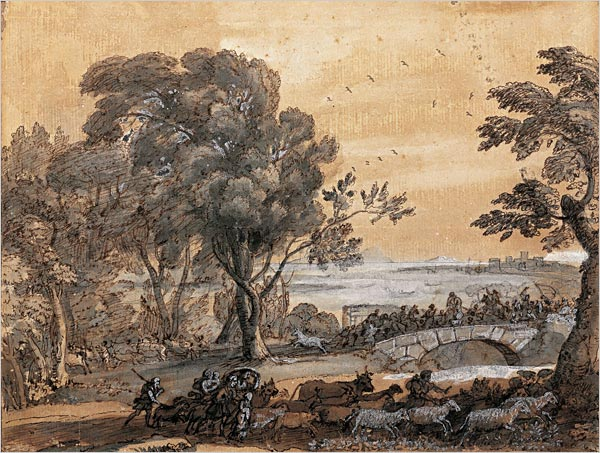
К. Лоррен. Пейзаж с битвой на мосту. Рисунок из «Liber Veritatis». Ок. 1655. Бумага, перо, кисть, сепия, белила
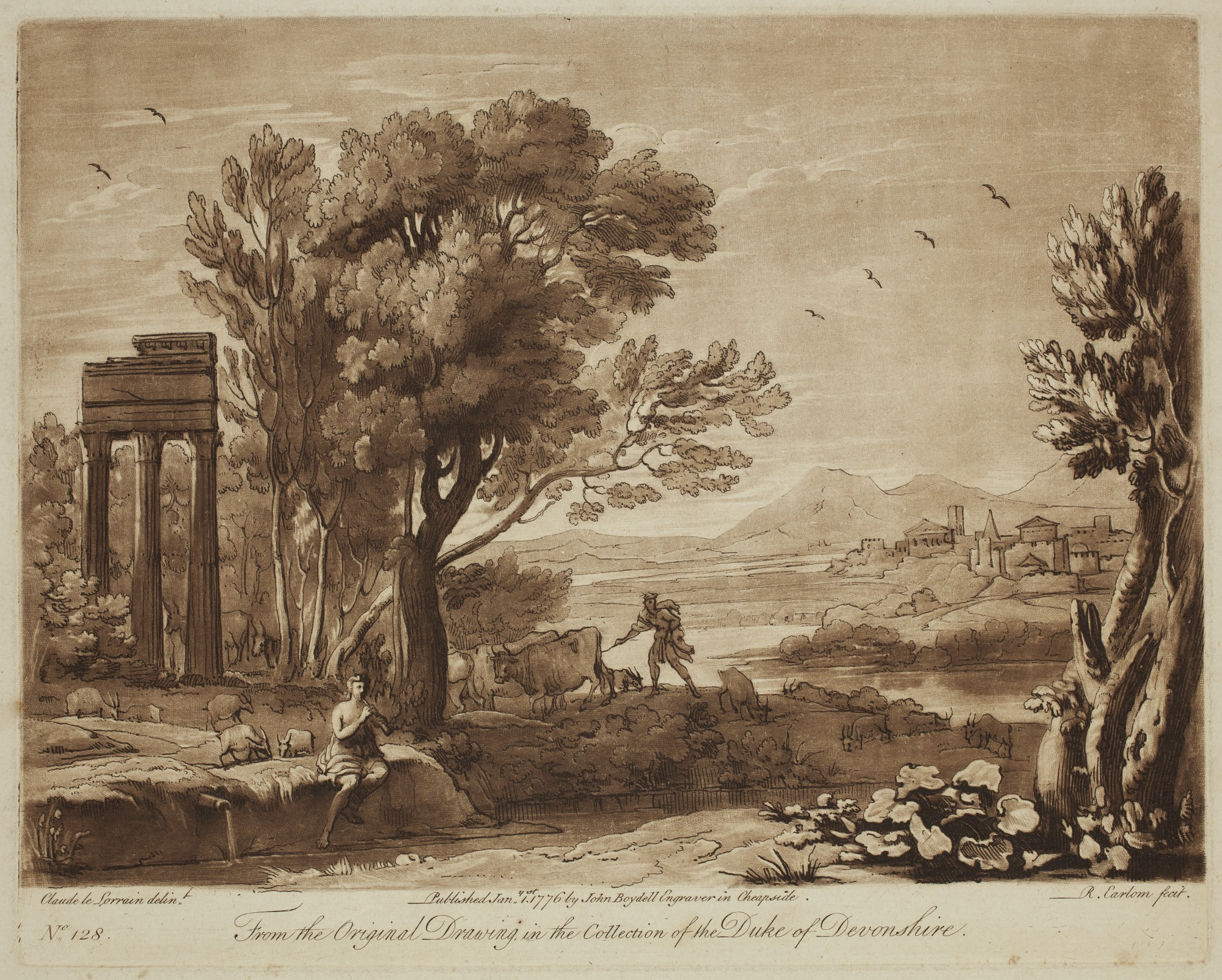
Пейзаж с Аполлоном, охраняющим стада Адмета, и Меркурием, похищающим их. Копия Р. Ирлома по оригиналу К. Лоррена. 1775. Офорт, меццо-тинто
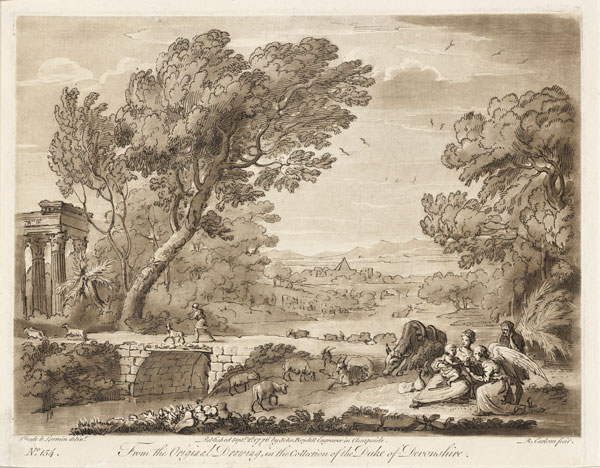
Святое семейство с ангелом. Копия Р. Ирлома по оригиналу К. Лоррена. 1776. Офорт, меццо-тинто